# جی.جی. ایسلر
جی. جی. ایسلر (انگلیسی: J. J. Isler؛ ۱ دسامبر ۱۹۶۳) قایقران قایق بادبانی اهل ایالات متحده آمریکا بود.
وی در مسابقات کشوری و بین‌المللی در مجموع برندهٔ ۱ مدال نقره، ۱ مدال برنز شده‌است.